# Tsampa
El tsampa - en tibetà རྩམ་པ་rtsam pa - és un menjar bàsic particularment utilitzat al Tibet. Es tracta de farina torrada, normalment d'ordi però també de blat o d'arròs. S'acostuma a menjar amb te amb mantega (la mantega tradicionalment feta amb llet de iac). El tsampa és força senzill de preparar per això el fan servir viatgers del país com els xerpes i els nòmades. Els esportistes també l'utilitzen perquè ràpidament es metabolitza i proporciona energia. El tsampa a vegades és anomenat l'aliment nacional del Tibet, ja que és una part predominant de la dieta tibetana. En matrimonis i aniversaris es llença a l'aire el tsampa (com es fa amb l'arròs en altres cultures) i s'ha incorporat al ritual del budisme encara que la tradició prové de l'animisme anterior. Actualment el ritual de llençar tsampa també és part de la celebració de l'any nou i dels funerals budistes (amb la intenció d'alliberar l'ànima del difunt.